# Frank Petley
Frank Petley foi um ator britânico da era do cinema mudo.

## Filmografia selecionada
- The Chance of a Lifetime (1916)
- Diana and Destiny (1916)
- Ye Wooing of Peggy (1917)
- The Silver Greyhound (1919)
- The Power of Right (1919)
- The Iron Stair (1920)
- The Flame (1920)
- My Lord Conceit (1921)
- The Golden Dawn (1921)